# Leonard Matlovich
Leonard Matlovich (* 6. Juli 1943 in Savannah, Georgia; † 22. Juni 1988) war ein US-amerikanischer Soldat und LGBT-Aktivist.
Matlovich erhielt für seinen Einsatz in Vietnam die militärischen Auszeichnungen Purple Heart und den Bronze Star. Matlovich war in den 1970er Jahren ein in den Vereinigten Staaten in den Medien bekannter Mann. Er kämpfte nach seinem Coming Out darum, weiter in den US-amerikanischen Streitkräften seinen Militärdienst auszuüben. Dieser öffentlich ausgetragene Kampf führte zu Artikeln in den Zeitungen The New York Times und einer Fernsehsendung auf NBC. Ein Photo von Matlovich erschien auf der Vorderseite der Magazinausgabe der Time vom 8. September 1975. Hierdurch wurde Matlovich zum Vorbild vieler in den US-amerikanischen Streitkräften dienender homosexueller Soldaten.

## Biographie
Matlovich wurde in Savannah, Georgia, geboren. Sein Vater war als Soldat bei der Air Force tätig. Seine Kindheit verbrachte Matlovich auf verschiedenen Militärbasen, vorrangig im Süden der Vereinigten Staaten. Matlovich und seine Schwester wurden römisch-katholisch erzogen. Nach eigenen, später im Leben getroffenen Aussagen war Matlovich mit Anfang 20 zu einem „weißen Rassisten“ und „Flaggen-schwingenden Patrioten“ geworden. Matlovich trat in die Armee ein und ging nach Vietnam. Dort wurde er in einem Einsatz schwer verwundet, als er auf eine Landmine in Da Nang trat. Matlovich kehrte in die Vereinigten Staaten zurück. Er erhielt für seinen Einsatz in Vietnam den Purple Heart und den Bronze Star.
In den Folgejahren war Matlovich unter anderem in Florida in der Nähe der Fort Walton Beach als Soldat stationiert. Dort besuchte er erstmals heimlich homosexuelle Bars in Pensacola und wurde sich seiner sexuellen Orientierung zunehmend bewusst. 1975 war Matlovich auf der Langley Air Force Base stationiert. Matlovich entschloss sich, seine sexuelle Orientierung seinen Vorgesetzten zu offenbaren und nahm sich die Grundsatzentscheidung des Supreme Court (Brown v. Board of Education) von 1954 zum Vorbild. Sechs Monate später erhielt Matlovich seine Kündigung. Seitens seines Arbeitgebers wurde ihm eine Rückkehr erlaubt, soweit er ein Dokument unterzeichne, wonach er niemals wieder homosexuelle Handlungen begehe. Matlovich klagte gegen das Vorgehen seines Arbeitgebers und gewann nach mehreren Instanzen 1980 vor Gericht eine Entschädigung in Höhe von 160.000 Dollar.
Während dieser Gerichtsprozesse war Matlovich zum Mormonentum übergetreten und nach Hampton, Virginia, gezogen. Aufgrund seiner öffentlich bekannten Homosexualität wurde er am 7. Oktober 1975 in Norfolk, Virginia, und am 17. Januar 1979 ein zweites Mal von der Kirche Jesu Christi der Heiligen der Letzten Tage exkommuniziert, nachdem er im Fernsehen in der Sendung von Phil Donahue aufgetreten war.

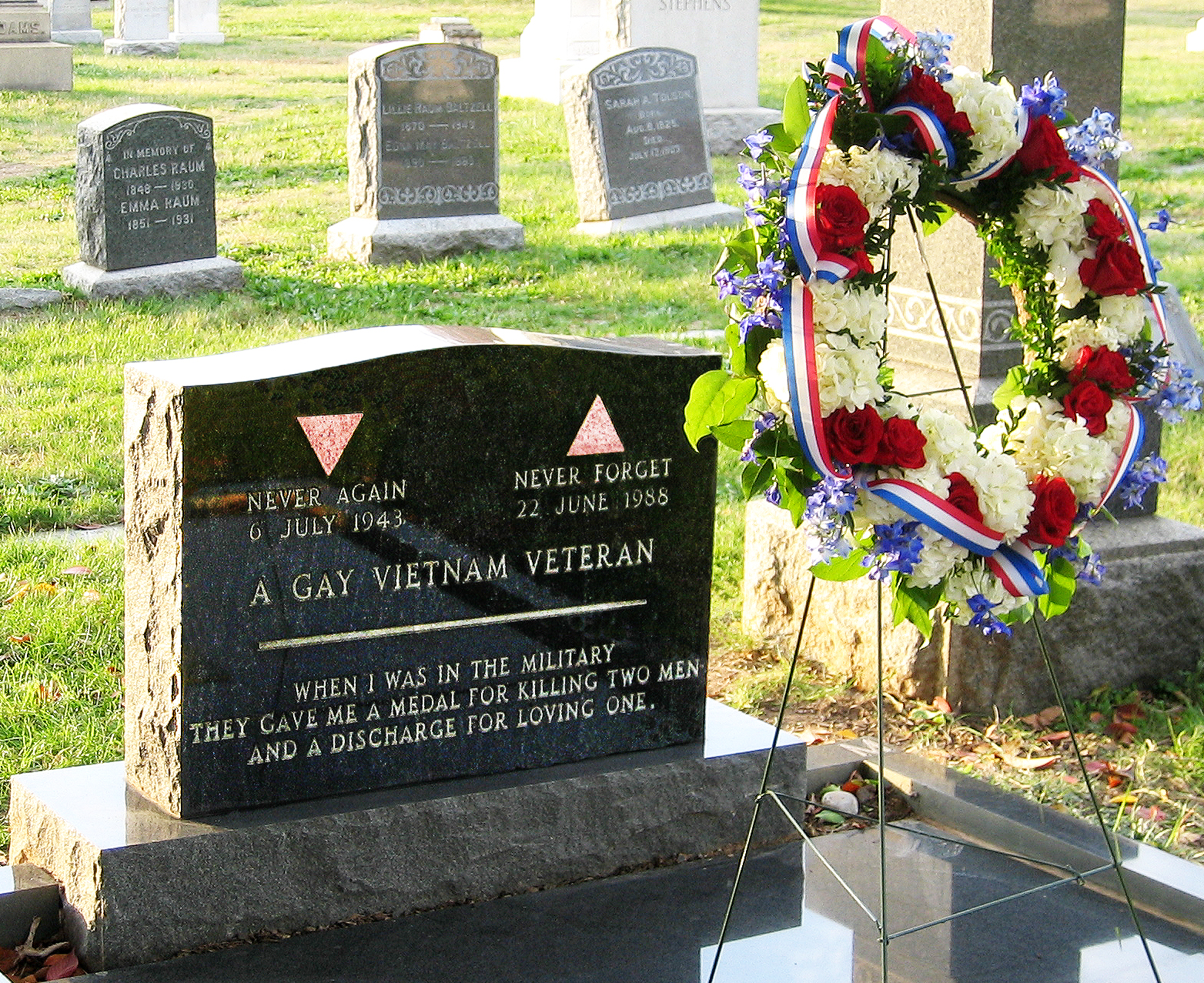
Grabstein von Matlovich

Matlovich zog in den 1980er Jahren nach Kalifornien, wo er in San Francisco lebte. Er engagierte sich in den folgenden Jahren als LGBT-Aktivist. Matlovich eröffnete ein Pizzarestaurant am Russian River in Kalifornien und danach arbeitete er für den Autokonzern Ford als Autoverkäufer. In den 1980er Jahren erkrankte Matlovich an Aids. 1987 gab Matlovich seine Erkrankung in der Nachrichtensendung Good Morning America bekannt. Am 22. Juni 1988 starb Matlovich an den Folgen von Aids. Matlovich wurde auf dem Congressional Cemetery begraben.
Auf seinem Grabstein steht die Inschrift: “When I was in the military, they gave me a medal for killing two men and a discharge for loving one” („Beim Militär bekam ich einen Orden, weil ich zwei Männer getötet hatte, und eine Entlassung, weil ich einen geliebt hatte“).
In der Nähe seines Grabes befindet sich die Grabstelle des FBI-Direktors J. Edgar Hoover.